# Мегді Насірі
Мегді Насірі (перс. مهدی نصیری; нар. 21 березня 1977) — іранський борець греко-римського стилю, чемпіон та бронзовий призер чемпіонатів Азії, срібний та бронзовий призер чемпіонату світу серед студентів.

## Життєпис
Боротьбою почав займатися з 1987 року. У 2003 році став бронзовим призером чемпіонату світу серед кадетів. У 2007 році здобув медаль такого ж ґатунку на чемпіонаті світу серед юніорів.
Виступав за борцівський клуб «Тахті» Шираз. Тренер — Амрулла Айюбі.

## Спортивні результати на міжнародних змаганнях

### Виступи на Чемпіонатах світу
| Змагання                        | Збірна | Вагова категорія                 | Місце |
| ------------------------------- | ------ | -------------------------------- | ----- |
| Чемпіонат світу з боротьби 1998 | Іран   | греко-римська боротьба, до 58 кг | 18    |
| Чемпіонат світу з боротьби 1999 | Іран   | греко-римська боротьба, до 63 кг | 20    |
| Чемпіонат світу з боротьби 2001 | Іран   | греко-римська боротьба, до 63 кг | 11    |

### Виступи на Чемпіонатах Азії
| Змагання                       | Збірна | Вагова категорія                 | Місце  |
| ------------------------------ | ------ | -------------------------------- | ------ |
| Чемпіонат Азії з боротьби 1996 | Іран   | греко-римська боротьба, до 57 кг | 4      |
| Чемпіонат Азії з боротьби 1997 | Іран   | греко-римська боротьба, до 58 кг | Бронза |
| Чемпіонат Азії з боротьби 2001 | Іран   | греко-римська боротьба, до 63 кг | Золото |

### Виступи на Азійських іграх
| Змагання           | Збірна | Вагова категорія                 | Місце |
| ------------------ | ------ | -------------------------------- | ----- |
| Азійські ігри 2002 | Іран   | греко-римська боротьба, до 66 кг | 9     |

### Виступи на Кубках світу
| Змагання                    | Збірна | Вагова категорія                 | Місце |
| --------------------------- | ------ | -------------------------------- | ----- |
| Кубок світу з боротьби 1997 | Іран   | греко-римська боротьба, до 58 кг | 5     |

### Виступи на Чемпіонатах світу серед студентів
| Змагання                                        | Збірна | Вагова категорія                 | Місце  |
| ----------------------------------------------- | ------ | -------------------------------- | ------ |
| Чемпіонат світу з боротьби серед студентів 2000 | Іран   | греко-римська боротьба, до 69 кг | Бронза |
| Чемпіонат світу з боротьби серед студентів 2002 | Іран   | греко-римська боротьба, до 66 кг | Срібло |

### Виступи на інших змаганнях
| Змагання                                                     | Збірна | Вагова категорія                 | Місце  |
| ------------------------------------------------------------ | ------ | -------------------------------- | ------ |
| Олімпійський кваліфікаційний турнір з боротьби 2000 (Фаенца) | Іран   | греко-римська боротьба, до 63 кг | 18     |
| Кубок Ядегара Імама 2006                                     | Іран   | греко-римська боротьба, до 66 кг | Бронза |

### Виступи на змаганнях молодших вікових груп
| Змагання                                      | Збірна | Вагова категорія                 | Місце  |
| --------------------------------------------- | ------ | -------------------------------- | ------ |
| Чемпіонат світу з боротьби серед кадетів 1992 | Іран   | греко-римська боротьба, до 47 кг | 8      |
| Чемпіонат світу з боротьби серед кадетів 1993 | Іран   | греко-римська боротьба, до 47 кг | Бронза |
| Чемпіонат світу з боротьби серед юніорів 1994 | Іран   | греко-римська боротьба, до 58 кг | 5      |
| Чемпіонат світу з боротьби серед юніорів 1997 | Іран   | греко-римська боротьба, до 60 кг | Бронза |
| Чемпіонат світу з боротьби серед молоді 1995  | Іран   | греко-римська боротьба, до 57 кг | 10     |